# グナエウス・フルウィウス・ケントゥマルス・マクシムス
グナエウス・フルウィウス・ケントゥマルス・マクシムス（ラテン語: Gnaeus Fulvius Centumalus Maximus, 生年不明 - 紀元前210年）は共和政ローマの政治家、軍人。

## 生涯
紀元前211年の執政官（コンスル）に選出されると、ハンニバルが首都ローマに迫ったが、同僚執政官のプブリウス・スルピキウス・ガルバ・マクシムスと共にローマを防衛した。
紀元前214年には按察官（アエディリス）として、同僚のプブリウス・センプロニウス・トゥディタヌスと共に4日間にわたりルディのゲームを執り行った。紀元前213年には法務官（プラエトル）として軍の指揮権（インペリウム）を持ち、スエッスラに駐屯しいてたが、ハンニバルとの同盟を破棄することを決定したカプアから112人の貴族たちが乗り込んできた。フルウィウスは面会を求める彼らを武装解除させ、そのうちの10人と話をしたところ、カプア奪還後、元々の彼らの財産を戻して欲しいという事だったため、彼らを迎え入れた。
執政官としてはアプリア（現在のプッリャ州）を担当した。翌年の選挙のためにローマに戻ったが、同僚のスルピキウスはギリシャでの軍の指揮を委ねられた。他方フルウィウスは紀元前210年もプロコンスルとしてインペリウムが継続されアプリアを担当することとなった。フルウィウスはアプリア北方のヘルドニア（現在のオルドーナ）を攻めたが、そのときにハンニバルの奇襲を受けて戦死した（第二次ヘルドニアの戦い）。

## 参考資料
1. ↑  T.R.S. Broughton, The Magistrates of the Roman Republic (American Philological Association, 1951, 1986), vol. 1, p. 272. Unless otherwise noted, citations of ancient sources are those of Broughton.
2. ↑  Livy 24.43.6–8.
3. ↑  Livy 24.47.12–13; Broughton, MRR1, p. 263.
4. ↑  Livy 26.1.1 and 22.1–2.
5. ↑  Broughton, MRR1, p. 272.
6. ↑  Livy 26.28.9 and 27.1.1.
7. ↑  Livy 27.1.4–15, 7.12, and 28.28.12; Frontinus, Stratagems 2.5.21; Silius Italicus 17.304; Plutarch, Life of Marcellus 24; Appian, Hannibalic Wars 48; Eutropius 3.14; Orosius 4.18.3.